# Стадсгаген (станція метро)
59°20′14″ пн. ш. 18°01′04″ сх. д. / 59.337222222222° пн. ш. 18.017777777778° сх. д.
«Стадсгаген» (швед. Stadshagen,) — станція Стокгольмського метрополітену. 
Розташована на синій лінії, обслуговується потягами маршруту Т10 та Т11, між станціями Фрідгемсплан та Вестра-скуген.  
Пасажирообіг станції в будень —	13 900 осіб (2019)

Станція була відкрита 31 серпня 1975 у складі першої черги Синьої лінії між Т-Сентрален і Вестра-скуген
Потяги курсували через Галлонберген і Рінкебю.
18 серпня 1985 року було відкрито продовження до Рінкебю, а відрізок між  Галлонбергеном і Рінкебю було закрито для пасажирського руху. 

Розташована у Стадсгаген, муніципалітет Сульна. 
Конструкція: односклепінна тбіліського типу з однією прямою острівною 

## Операції
| Попередня станція               | Лінія | Лінія     | Лінія | Наступна станція        |
| ------------------------------- | ----- | --------- | ----- | ----------------------- |
| Фрідгемсплан до Кунгстредгорден |       | Лінія T10 |       | Вестра-скуген до Юльста |
| Фрідгемсплан до Кунгстредгорден |       | Лінія T11 |       | Вестра-скуген до Акалла |